# نشانگان بیگانگی از والد
نشانگان بیگانگی از والد (انگلیسی: Parental alienation syndrome) به‌طور کوتاه‌شده PAS، نشانگانی است که از سوی برخی روان‌شناسان به عنوان یکی از اختلالات رفتاری شمرده می‌شود. نشانگان بیگانگی از والد به این معنی است که کودک به‌طور مداوم یکی از والدین خود را بدون توجیه واضحی، تحقیر کرده و به او توهین کند. این رفتار می‌تواند در پی «شستشوی مغزی» کودک توسط یکی از والدین علیه والد دیگر رخ بدهد یا این‌که انگیزه آن در خود کودک باشد یا جمعی از عوامل دیگر.
دکتر ریچارد گاردنر، روان‌پزشک کودکان و استاد دانشگاه کلمبیا، که در بیش از ۴۰۰ دادگاه حضانت کودکان شهادت داده بود، در دهه ۱۹۸۰ بر این نشانگان نام نهاده و فرضیه «سندرم بیگانگی از والد» را به نام خود ثبت کرد.
واقعیت تخریب شخصیت یک والد به دست والد دیگر در خانواده‌ها، به گستردگی مورد تأیید است. براساس پژوهش‌ها، این مشکل لزوماً هنگام اختلاف یا پس از جدایی پیش نمی‌آید، بلکه هر زمانی در طول زندگی مشترک ممکن است اتفاق بیفتد اما بالا گرفتن اختلاف، طلاق، یا ادامه روند حقوقی حضانت فرزند احتمال پیش آمدن آن را قوی‌تر می‌کند.
انگیزه والد برای بدگویی از والد دیگر تا مرز بیگانه کردن فرزند گسترهٔ وسیعی دارد: از خودشیفتگی تا تنهایی، هر چند گاهی همین دو، یکی می‌شوند. دکتر جین میجر، روان‌شناس پژوهشگر، دربارهٔ ریشه‌های این انگیزه می‌نویسد: «خودخواهی، خودبرتربینی، باور آن که والد دیگر مخرب است، از دلایل کوشش یک والد است برای کشاندن فرزند به سوی خود و دور کردن او از والد دیگر.»
روان شناسان دریافته‌اند که انتقاد و بدگویی مبالغه‌آمیز یک والد از دیگری نزد فرزندان، جدا از ایجاد آشفتگی ذهنی و روحی، گونه‌ای حس نفرت از خود در فرزند ایجاد می‌کند که گاه در عمق وجود او ریشه می‌دواند و تا پایان عمر همراه اوست. بسیاری از روانشناسان کودک می‌گویند بیشتر کودکان و نوجوانانی که همواره به ناروا از پدر یا مادرشان بد گفته‌اند و بد شنیده‌اند، عزت نفس کافی ندارند، مضطربند، گاهی به افسردگی، و گاه حتی به نفرت از خود گرفتار می‌شوند. برخی فرزندان وقتی مستقل می‌شوند، یا سال‌های بسیاری را در بزرگسالی بدون حضور و نفوذ والدینشان سپری می‌کنند، درمی‌یابند که داوری‌شان نسبت به مادر یا پدرشان منصفانه نبوده و تلاش می‌کنند رابطه‌شان را با والدی که از خود رانده و رنجانده‌اند، ترمیم کنند.